# Christian Blinkenberg
Christian Sørensen Blinkenberg (geboren am 12. Februar 1863 in Ribe; gestorben am 25. Januar 1948 in Kopenhagen) war ein dänischer Klassischer Archäologe.

Christian Blinkenberg, Sohn des Kunstdrehermeisters Andreas Peter Blinkenberg (1837–1923) und dessen Ehefrau Christine Elisabeth Weis (1840–1906), studierte ab 1880 Klassische Philologie und Dänisch an der Universität Kopenhagen und legte 1887 sein Examen zum cand. mag. für Latein, Griechisch und Dänisch ab. Im Anschluss nahm er das Studium der Klassischen Archäologie auf, veröffentlichte aber 1888 mit Dines Andersen noch das Buch Dansk Lydlære („Dänische Lautlehre“). 
Nach dem Lehrerexamen wurde er 1888 an der damals noch eigenständigen Antikensammlung in Kopenhagen angestellt. Mit deren Integrierung wechselte er 1892 an das Dänische Nationalmuseum, an dem er von 1897 bis 1916 Inspektor war. Studienreisen von 1889 bis 1891 führten ihn nach Griechenland, Italien und Paris. Ergebnis dieser Reisen war eine lateinische Abhandlung über den Asklepioskult, für die er die Goldmedaille der Universität Kopenhagen erhielt. Mit der zur Dissertation erweiterten Fassung unter dem Titel Asklepios og hans frænder i Hieron ved Epidauros („Asklepios und seine Verwandten im Heiligtum von Epidauros“) wurde Blinkenberg 1893 promoviert. 1899 wählte ihn das Deutsche Archäologische Instituts zum korrespondierenden Mitglied; während des Zweiten Weltkriegs legte Blinkenberg 1942 seine Mitgliedschaft nieder.
In den Jahren von 1902 bis 1905 und 1914 leitete er zusammen mit Karl Frederik Kinch die Ausgrabungen der dänischen Carlsberg-Stiftung in Lindos auf Rhodos und erschloss sich damit ein Betätigungsfeld, das den größten Teil seiner wissenschaftlichen Arbeit in Anspruch nahm. Die Ergebnisse der Ausgrabungen, insbesondere den Fund der lindischen Tempelchronik, legte er in zahlreichen, Lindiaka betitelten Einzeluntersuchungen und – nach dem Tod von Kinch – in zwei Bänden der Lindos. Foullies et reserches, 1902-1914 vor. Ein dritter Band erschien postum 1961.
Ab 1911 war Blinkenberg Dozent für Klassische Archäologie an der Universität Kopenhagen, die ihn 1919 zum Professor berief. Aus gesundheitlichen Gründen verließ er 1926 die Universität und widmete sich bis zu seinem Tod der Aufarbeitung wissenschaftlicher Fragen zu Lindos und Rhodos, bearbeitete während dieser Jahre aber auch zusammen mit Knud Friis Johansen die Bestände des Nationalmuseums für das Corpus Vasorum Antiquorum Dänemark, an deren ersten fünf Bänden Blinkenberg beteiligt war.
Gleichwohl waren die wissenschaftlichen Interessen Blinkenbergs, der ab 1913 Mitglied der Königlich Dänischen Akademie der Wissenschaften war, weit gestreut und umfassten neben den archäologischen und epigraphischen Untersuchungen auch solche zu philologischen, religionsgeschichtlichen und volkskundlichen Fragestellungen. 1923 wurde er zum korrespondierenden Mitglied der Göttinger Akademie der Wissenschaften gewählt.
Christian Blinkenberg war ab 1894 mit Emma Henriette Juul (1863–1904) verheiratet. Er war der Onkel des Romanisten Andreas Blinkenberg.

## Schriften (Auswahl)
- mit Dines Andersen: Dansk Lydskrift med hovedpunkterne af den Danske Lydlaere. Gyldendal, Kopenhagen 1888.
- Asklepios og hans frænder i Hieron ved Epidauros. Gyldendal, Kopenhagen 1893.
- Archaeologische Studien. Gyldendal, Kopenhagen 1904.
- Tordenvåbenet i kultus og folketro. En komparativ-archaeologisk undersøgelse . Tillge, Kopenhagen 1909 (engl. The Thunderweapon in religion and folklore. A study in comparative archaeology. Cambridge University Press, Cambridge 1911).
- Die Lindische Tempelchronik. Marcus und Weber, Bonn 1915.
- Miraklerne i Epidauros. Gyldendal, Kopenhagen 1917.
- Fibules grecques et orientales. Høst, Kopenhagen 1926.
- mit Karl Frederik Kinch: Lindos. Fouilles et recherches, 1902-1914. Band 1: Les petits objets. De Gruyter, Berlin 1931.
- Knidia. Beiträge zur Kenntnis der praxitelischen Aphrodite. Munskaard, Kopenhagen 1933.
- mit Karl Frederik Kinch: Lindos. Fouilles et recherches, 1902-1914. Band 2: Inscriptions. De Gruyter, Berlin 1941.
- mit Knud Friis Johansen: Corpus Vasorum Antiquorum. Danemark. Copenhague, Musée national (Collection des antiquités classiques). Fasc. 1–5. É. Champion, Paris 1924–1937.
- mit Karl Frederik Kinch, herausgegeben von Ejnar Dyggve: Lindos. Fouilles et recherches, 1902-1914. Band 3: Le sanctuaire d’Athana Lindia et l’architecture lindienne. De Gruyter, Berlin 1960.